# Fouquières-lès-Béthune
Fouquières-lès-Béthune är en kommun i departementet Pas-de-Calais i regionen Hauts-de-France i norra Frankrike. Kommunen ligger i kantonen Béthune-Sud som tillhör arrondissementet Béthune. År 2022 hade Fouquières-lès-Béthune 1 111 invånare.

## Befolkningsutveckling
Antalet invånare i kommunen Fouquières-lès-Béthune
| Referens: INSEE |